# Prionapteryx santella
Prionapteryx santella là một loài bướm đêm trong họ Crambidae.